# Джан, Эмре (шахматист)
Эмре Джан (тур. Emre Can; род. 21 января 1990, Измир) — турецкий шахматист, гроссмейстер (2010).
Чемпион Турции 2011 года.
Выступления в личных соревнованиях:
- 4 чемпионата мира среди юниоров (2005, 2008—2010);
- 13 чемпионатов Европы (2003, 2006—2007, 2009, 2011—2019);
- Кубок мира 2015 года.

Выступления в составе национальной сборной по шахматам:
- 3-я всемирная шахматная олимпиада среди юношей до 16 лет (2003) в г. Денизли;
- 4 шахматные олимпиады (2008—2014);
- 3 командных чемпионата мира (2010, 2013, 2017);
- 3-й командный чемпионатах Европы среди юношей до 18 лет (2002) в г. Балатонлелле (выступал за 2-ю сборную);
- 3 командных чемпионата Европы (2011, 2015—2017).

Выступления в командных соревнованиях:
- 2 Кубка европейских клубов (2004, 2007) — в составе различных команд;
- 1-й командный чемпионат мира среди городов (2012) в г. Эль-Айне — в составе команды г. Стамбула.

## Изменения рейтинга
| Графики недоступны из-за технических проблем. См. информацию на Фабрикаторе и на mediawiki.org. |